# Weil (Markt Indersdorf)
Weil ist ein Gemeindeteil von Markt Indersdorf im oberbayerischen Landkreis Dachau.
Die Einöde liegt circa vier Kilometer nordwestlich von Indersdorf an der Straße nach Altomünster.

## Baudenkmäler
Siehe auch: Liste der Baudenkmäler in Weil
- Katholische Kapelle St. Maria[3]